# Polynormande 2010
La 31e édition de la Polynormande s'est déroulée le 1er août 2010. Inscrite au calendrier de l'UCI Europe Tour 2010 dans la catégorie 1.1, elle est la huitième épreuve de la Coupe de France 2010.

## Classement final
|    | Coureur           | Équipe                |    | Temps           |
| -- | ----------------- | --------------------- | -- | --------------- |
| 1  | Andy Cappelle     | Verandas Willems      | en | 3 h 40 min 49 s |
| 2  | Jérémie Galland   | Saur-Sojasun          | +  | 3 s             |
| 3  | Romain Hardy      | Bretagne-Schuller     |    | m.t.            |
| 4  | Lloyd Mondory     | AG2R La Mondiale      |    | m.t.            |
| 5  | Sébastien Minard  | Cofidis               | +  | 9 s             |
| 6  | Benoît Vaugrenard | La Française des Jeux |    | m.t.            |
| 7  | Sébastien Duret   | Bretagne-Schuller     | +  | 29 s            |
| 8  | Julien Bérard     | AG2R La Mondiale      | +  | 1 min 58 s      |
| 9  | Stéphane Augé     | Cofidis               |    | m.t.            |
| 10 | Grégory Habeaux   | Verandas Willems      | +  | 2 min 0 s       |